# Церковь Святого Иоанна Крестителя (Самбор)
Церковь Святого Иоанна Крестителя — церковь в городе Самбор Львовской области. Есть действующей и принадлежит римско-католической общине Самбора. Это самая высокая, величественная и самая старая постройка города. Костел Иоанна Крестителя является памятником архитектуры XVI века общегосударственного значения.

## История
На фасаде костела находится надпись «1530». Считается, что именно в этом году начато строительство святыни. Автор проекта — польский архитектор Юзеф Тарновчик. Костел выполнял не только духовную, но и оборонительную функцию. Предполагается, что в XIV веке здесь был римско-католический приход с маленьким деревянным костелом, который после нападения татар на Подолье и Галичину в 1498 году сгорел дотла. А уже на месте сооружения из дерева возвели каменную. К сожалению, огонь не пощадил и новый костел в 1637 году. За всю историю он горел 4 раза, но религиозная община его восстанавливала.
С 1864 по 1865 год в этом храме служил епископ Иосиф Пельчар, которого католическая церковь признала святым.

## Описане
В архитектуре ранней части, относящейся по времени к 1530—1565 годам, сохранились элементы готического стиля. Возведение главного нефа относится к периоду после пожара 1637. К этому времени относится и лепной декор главного нефа. В архитектуре памятника соединены черты готики и ренессанса.
Перед костелом посетителей встречает каменная статуя Папы Римского Иоанна Павла II. Памятник ему поставили в 2007 году.